# Necropoli di Ossena
La Necropoli di Contrada Ossena è un complesso di tombe, in gran parte monumentali, ascrivibili alla cultura di Castelluccio, alcune delle quali sono state riutilizzate, adattate e trasformate con elementi architettonici di età molto diverse. Innanzitutto la necropoli è stata riutilizzata in età bizantina, come dimostrano gli arcosoli e croci greche sulle pareti.

## Descrizione del sito
Sono presenti sul costone roccioso diverse tombe ad ingresso monumentale, con finti pilastri come decorazione, tipici della Cultura di Castelluccio, oppure cornicioni concentrici rettangolari incisi nella roccia.
La precisione e la simmetria di questi incavi ci fa ipotizzare che la popolazione che viveva in questi luoghi aveva un avanzato grado di civiltà. 
Altre tombe invece sono riferibili a età successive, e sono di difficile interpretazione, certamente dell'età del ferro.
Caratteristica di alcune tombe è la presenza di giacigli funebri dove veniva posizionato il corpo del defunto.
La presenza di ceramica, selce e macine di basalto indica che su quel colle, che dominava la valle del torrente Ossena doveva esserci un centro abitato, vista anche la presenza di resti di muraglia.